# Великий Хутір
Вели́кий Ху́тір — село в Україні, у Золотоніському районі Черкаської області, центр Великохутірської сільської громади. Населення — 1 948 чоловік, 980 дворів (на 1 січня 2008 року)[джерело?].
Село розташоване на річці Золотоношці у лісостеповій зоні за 8 км на схід від селища Драбів і за 46 км від обласного центру міста Черкас. Середня висота над рівнем моря 118 м. Разом з прилеглими землями та городами займає площу 7 560 гектарів, водний фонд села становить 148,6 га, і 205 га припадає на болота.

## Місцеве самоврядування та політика
Місцеве самоврядування на території села здійснює Великохутірська сільська рада у складі сільського голови та 16 депутатів, які були обрані 26 березня 2006 року. Сільський голова Пізняхівський Петро Юхимович (1951 р.н.) беззмінно працював на цій посаді з червня 1988 року по липень 2015 року. Із жовтня 2015 року Великохутірським сільським головою є Шинкаренко Ніна Олександрівна.
На початок 2008 року зведений бюджет Великохутірської сільської ради становив 1 млн. 100 тис. грн. Прибуткова частина бюджету формується в основному за рахунок прибуткового податку з громадян та орендної плати за землю. На балансі сільської ради знаходяться будинок культури, клуб, дві сільські бібліотеки, дільнична лікарня та амбулаторія сімейної медицини. Майже 70 % видаткової частини сільського бюджету складають видатки на утримання дільничної лікарні та амбулаторії сімейної медицини.
На території Великого Хутора зареєстровані осередки практично всіх політичних партій, які у міжвиборчий період не ведуть активної діяльності.
Під час позачергових парламентських виборів 2007 р. на території села було створено дві виборчі дільниці (ТВО № 202), по яких до списків виборців було внесено 1278 виборців. Взяли участь у голосуванні 627 осіб. Серед них, за даними ЦВК, 356 осіб проголосували за Блок Юлії Тимошенко, 131 — за блок НУНС , 60 — за ПР і 44 за СПУ.

## Історія
Перші поселення на території теперішнього села виникли приблизно у другій половині XVII століття в ході народної колонізації Лівобережної України. Тоді великохутірські землі були захоплені представником козацької старшини Іваном Мировичем, а в 1691 році вони були пожалувані йому царями Петром та Іваном Олексійовичами. Родина Мировичів володіла цими землями до 1712 року. Село так назване за його величину, що поєднало три хутори( один з них Сенківіі). За часів Гетьманщини Великий Хутір та прилеглі села входили до Золотоніської сотні Переяславського полку, а пізніше — до Золотоніського повіту Полтавської губернії.
З 1718 по 1738 рік село знаходилося у власності князів Кантакузенів, а у 1777 р. цариця Катерина II подарувала його у вічне користування своєму фавориту графу Петру Завадовському. Наприкінці 18 століття його коштом у селі було збудовано дві дерев'яні церкви — преподобної Пелагеї та св. Петра і Павла.
Село є на мапі 1800 року як сл. Великохуторяновська.
У 1843 році родина графа Завадовського продала село із навколишніми землями князю Олександру Баратинському, родина якого володіла ним до скасування кріпосного права у 1861 році.
У 1848 р. Великий Хутір отримав статус містечка, а пізніше став волосним центром Золотоніського повіту, до складу якого входили навколишні села Гайворонщина, Львівка, Жилівка, Скориківка, Драбівці, Сенківці та інші.
Станом на 1887 рік у Великому Хуторі було 541 селянське, 1 козацьке і 11 міщанських господарств, у яких мешкало 3094 особи. З них грамотними були 156 осіб. На той час в селі діяли земська та церковно-приходська школи, щороку тут відбувалося чотири великі ярмарки.
Жителі села в 1905—1907 роках організували страйки в поміщицьких економіях.
У 1910 році, за матеріалами подвірно-господарського земського перепису Полтавської губернії, населення Великого Хутора становило 3587 осіб. На той час мешканці села обробляли 3740 десятин землі, з яких 1223 десятини належали заможним селянським господарствам, які мали 50 і більше десятин землі.
До 1920 року за адміністративно-територіальним поділом Великохутірська волость входила до Золотоніського повіту Полтавської губернії, а з 1920 по 1922 — до Золотоніського повіту Кременчуцької губернії.
З 1932 по 1937 рік Великий Хутір був у складі Золотоніського району Київської області.
Село постраждало внаслідок геноциду українського народу, проведеного окупаційним урядом СРСР 1932—1933 та 1946–1947 роках.
У 1929-30 роках на території села були створені перші колгоспи: «Новий світ», «Незаможник», «Перебудова», «Жовтень». У 1932-33 роках мешканці села пережили Голодомор. Проте він не мав таких трагічних наслідків, як у інших селах. Зокрема, у Великому Хутрі не було зафіксовано масової смертності та випадків людоїдства.
У 1931 році внаслідок розгорнутої антирелігійної кампанії на території В. Хутора було зруйновано церкву св. Пелагеї та закрито іншу церкву — св. Петра і Павла, діяльність якої була відновлена у 1942 році.
З вересня 1941 р. по вересень 1943 р. село знаходилося під німецькою окупацією, під час якої тут було знищено будинок культури, два магазини та 10 колгоспних будівель. На примусові роботи до Німеччини було вивезено 364 мешканці села, з яких 40 не повернулися додому.
Під час Другої Світової війни у лавах Червоної Армії воювало 909 жителів Великого Хутора, з яких 516 загинули на фронтах війни або були розстріляні німцями. Їхні імена занесені до Книги пам'яті села Великий Хутір.
22 вересня 1943 року з села було вигнано  німецьких окупантів воїнами 23 стрілецької дивізії 23 стрілецького корпусу 47-ї армії Воронізького фронту. Ця дата відзначається, як День визволення села, хоч насправді повернулась стара окупаційна радянська влада.
У післявоєнний час за рахунок колгоспів в селі була створена потужна соціальна та виробнича база. Тут було збудовано будинок культури і клуб, дільничну лікарню, восьмирічну і середню школу, цегельний завод та інші господарчі будівлі. Також до 1969 року на території села діяло пологове відділення районної лікарні. У цей час виробничу діяльність на території села здійснювали колгоспи «Жовтень» та «Гвардія», які в 1975 р. були об'єднані в одне велике господарство — колгосп «Росія». Колгосп обробляв 6478 га землі і спеціалізувалося на виробництві м'ясо-молочної та рослинницької продукції. У 1984 році в колгоспі було збудовано потужний молочно-товарний комплекс на 1200 корів, який припинив своє існування з ліквідацією колгоспного ладу.

## Населення
Станом на 1 січня 2008 року на території Великохутірської сільської ради проживало 1948 осіб, з них 50 осіб мешкали в селі Ашанівка. Значну частину жителів села (945 осіб) складають пенсіонери, серед яких 370 осіб старші за 70 років.
Кількість осіб працездатного віку — 870 осіб, дітей шкільного віку — 210 і 55 дошкільнят.
Протягом останніх двох десятиліть в селі спостерігається помітне зменшення кількості населення, що викликано від'ємним демографічним балансом та трудовою міграцією мешканців села до великих міст (переважно Києва та Черкас). В середньому щороку в селі помирає 50-60 осіб, а народжується — 15-20. За останні 20 років кількість мешканців В.Хутора зменшилася більш ніж на 750 осіб. Сьогодні у селі нараховується більше сотні хат, у яких ніхто не проживає.

### Мовний склад
Рідна мова населення за даними перепису 2001 року:
| Мова       | Чисельність, осіб | Доля     |
| ---------- | ----------------- | -------- |
| Українська | 2 148             | 98,35 %  |
| Російська  | 36                | 1,65 %   |
| Разом      | 2 184             | 100,00 % |

## Виробнича діяльність
Наприкінці 90-х років XX століття відбулося розпаювання колгоспів внаслідок чого більша частина їхньої землі була передана у приватну власність колишніх працівників колгоспів. Всього у власності мешканців В.Хутора знаходиться 1586 земельних паїв. Середній розмір одного земельного паю по селу становить 3,04 га. Більшість земельних паїв знаходяться в оренді у місцевих фермерів та сільгосппідприємств, які спеціалізуються переважно на вирощуванні рослинницької продукції.
Сьогодні виробничу діяльність на території села здійснюють 7 фермерських, 2 колективних і одне приватне сільгосппідприємство, які разом обробляють понад 6 тис. га орної землі. Зокрема, СТОВ "Агрофірма «Великий Хутір» орендує 888 паїв, ПСП «Росток» — 333 паї, СТОВ «Агромакс» — 220, ФГ «Орлівське» — 80, ФГ «Хуторяни» −11 паїв, ФГ «Агрос» — 2 паї. Ще 52 паї знаходяться у обробітку їхніх безпосередніх власників або спадкоємців. Втім, низька орендна плата за землю, не дозволяє власникам земельних паїв відчувати себе справжніми господарями своєї землі. Для більшості з них, як і раніше, основним джерелом доходів є присадибне господарство, яке дозволяє забезпечувати продуктами харчування та коштами вирученими від реалізації надлишків сільгосппродукції. За даними Великохутірської сільської ради, станом на 19 січня 2008 року під присадибними ділянками в селі знаходилося 699,4 га землі і 440 га було в користуванні особистих селянських господарств. Мешканці села утримували 530 голів великої рогатої худоби (в тому числі 423 корови), 66 коней 193 кози тощо.

## Транспортне сполучення
Через Великий Хутір проходить автотраса регіонального значення Черкаси-Шрамківка, завдяки чому село має зручне сполучення з іншими населеними пунктами. Через село пролягають автобусні маршрути Черкаси-Суми, Черкаси-Полтава, Драбів-Черкаси, Яготин-Черкаси, Кононівка-Черкаси та інші. За 44 км від Великого Хутора знаходиться автомагістраль державного Київ-Харків-Довжанський. Найближча залізнична станція знаходиться на станції Пальмира — за 12 км.

## Освіта. Соціальна сфера
На території села діє загальноосвітня школа I—III ступенів ім. Героя Радянського Союзу Семена Куниці, у якій у 2007—2008 роках навчалося 209 учнів. Приміщення школи було збудоване у 1984 році за типовим проектом і має сучасну навчально-виробничу базу. Педагогічний процес забезпечують 25 учителів.
Також на території села працює дошкільний навчальний заклад «Сонечко» на 40 осіб а також соціальний заклад для людей похилого віку, дільнична лікарня на 4 стаціонарних ліжко-місця та амбулаторія сімейної медицини.
Великий Хутір і село Ашанівка повністю газифіковані, на де-яких вулицях В.Хутора є водогін. На території села діє територіальне безбалансове відділення Ощадбанку і відділення поштового зв'язку.

## Культура: пам'ятки, музей, творчість і дозвілля

### Пам'ятні місця і пам'ятники. Традиції і свята
На території В.Хутора знаходиться братська могила радянських воїнів, що загинули під час визволення села а також обеліск Слави землякам, які загинули під час Другої Світової війни. На території школи встановлено бюст Герою Радянського Союзу, уродженцю В.Хутора Куниці Семену Андрійовичу.
Також на території В.Хутора знаходиться Петро-Павлівська церква, якій більше 200 років. Щороку на честь святих Петра і Павла у селі відзначається храмове свято, яке припадає на 12 липня. Ще одне храмове свято великохуторяни відзначають 21 жовтня на честь преподобної Пелегаї, ім'я якої до 1931 року носила одна з церков села. Серед інших народних свят у Великому Хуторі відзначають свято обжинок, Івана-Купала, День села. Ще однією важливою подією в житті сучасного села є урочистості з нагоди чергового випуску учнів школи та посвячення їх в доросле життя.
Від 1987 року у приміщенні Великохутірського сільського будинку культури було відкрито краєзнавчий музей, засновником і організатором якого став директор місцевої школи, краєзнавець Олександр Дорошенко, що 1991 отримав звання «народного», однак у 1990-х роках експозиційні матеріали частково постраждали, а сам заклад культури фактично припинив своє існування.
З 2004 року Великохутірський краєзнавчий музей знову відновив свою діяльність і нині носить ім'я Олександра Дорошенка. Очолює музей відома вишивальниця Надія Яківна Колотило.

### Народна творчість
Народна творчість мешканців Великого Хутора найповніше представлена традиційною українською вишивкою, яку можна зустріти практично у кожній хаті. Насамперед, це вишивані рушники, які вирізняються оригінальними орнаментами, складеними за народними мотивами. Велика колекція таких рушників також зберігається у місцевій школі, при якій діє гурток "Рушничок (керівник Колотило Н. Я.). Час від часу в селі проводяться виставки творів місцевих вишивальниць.
Також у селі проживає заслужений працівник культури України, соліст-бандурист Михайло Коваль, у репертуарі якого понад 100 пісенних творів — дум, псалмів, балад, обрядових пісень, з якими він виступає у різних містах України та закордоном. Також М.Коваль відомий, як майстер традиційного народного ткацтва, та керівник сільського хору і фольклорно-етнографічного ансамблю «Надвечір'я». Ці народні колективи неодноразово ставали переможцями і лауреатами щорічних оглядів народної творчості та мистецьких фестивалів.

### Місця відпочинку
На території Великохутірської сільської ради в межах річки Золотоношки розташовано гідрологічний заказник місцевого значення «Заплавський», площа якого становить 91,7 га. Це місце для відпочинку і рибалки, як влітку так і взимку. У заводях річки водяться багато різноманітної риби: коропів, карасів, щук і в'юнів. Особливо привабливим для рибалок є місця в районі села Ашанівка, де створене водосховище Пальмирського цукрового заводу із широкими річковими плесами та заводями.
Також на території Великого Хутора є кілька великих ставків, де можна купатися і ловити рибу.

## Відомі люди
Великий Хутір є батьківщиною Героя Радянського Союзу, льотчика-винищувача Куниці Семена Андрійовича (* 16 березня 1914 — † 29 серпня 1941), який загинув під час оборони Одеси. Його ім'я носить місцева школа і одна з вулиць села.
Ще одна вулиця села названа на честь першого голови колгоспу «Незаможник» Дробота Якова Олександровича, завдяки якому у 1932—1933 роках в селі вдалося уникнути великого голоду. 27 листопада 2009 року напередодні Дня пам'яті жертв голодоморів та політичних репресій у Великому Хуторі було урочисто відкрито меморіальну дошку Якову Дроботу.
Також у Великому Хуторі народився і виріс поет-фронтовик Шутір Пилип Антонович (1913—1944). У 1985 році його було посмертно прийнято до Спілки письменників України.
Почесним громадянином Великого Хутора є курсант Харківського авіаційного училища Харута Владислав Володимирович, який у 1996 році трагічно загинув над селом під час виконання тренувального польоту. Його ім'ям названо поле, на якому розбився літак.
Тривалий час у селі жив і працював краєзнавець Дорошенко Олександр Андрійович (1924—1996). 18 років він був директором місцевої школи, а, вийшовши на пенсію, організував краєзнавчий музей села і був його першим директором.
Сьогодні в селі живе і працює заслужений працівник культури України, відомий бандурист і майстер народної творчості Коваль Михайло Дмитрович (1948 р.н.), який популяризує народну творчість і традиції Великого Хутора під час гастрольних поїздок. Він брав участь у концерті з нагоди відкриття першого фестивалю кобзарського мистецтва «Кобзарська Трійця», який проходить в Києві.
Батьківщина бандуриста професора Баштана Сергія Васильовича.
У поселенні народився:
- Бєлкін Сергій Вікторович— український військовик, учасник російсько-української війни[13].
- Радько Валерій Іванович (* 1945) — український ортопед.

## Галерея

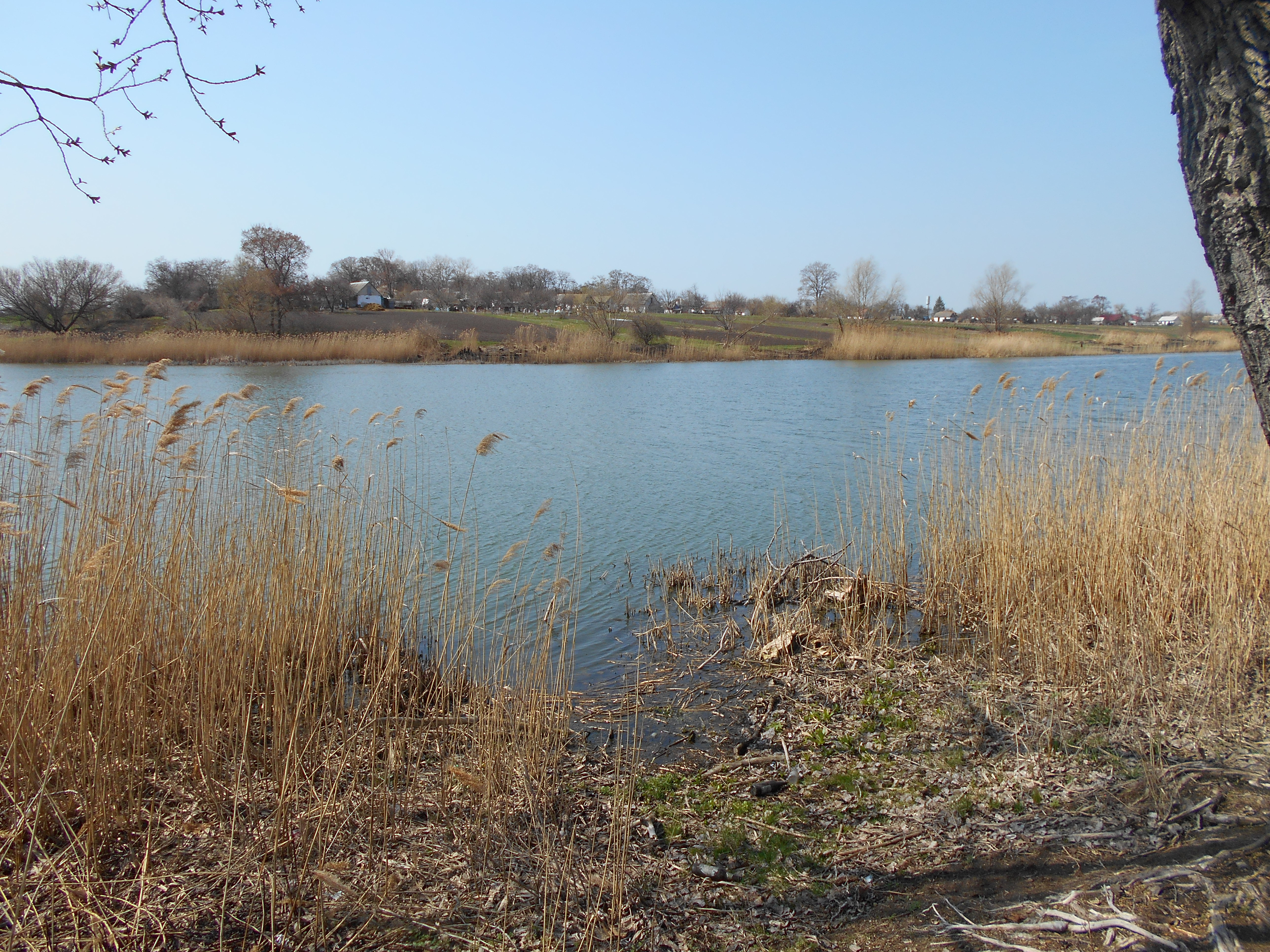
Ставок у селі